# Juliet Haslam
Juliet Haslam (Adelaida, 31 de mayo de 1969) es una exjugadora australiana de hockey sobre césped.

## Trayectoria
Haslam tuvo su primera participación olímpica en Barcelona 1992. En Atlanta 1996 derrotó a Corea del Sur en la final y obtuvo la medalla de oro. Para los Juegos Olímpicos de Sídney 2000 le tocó defender la medalla dorada en condición de local. En la final del torneo marcó un gol, venció a Argentina en la final y obtuvo su segunda medalla de oro.